# Peter A. Berger

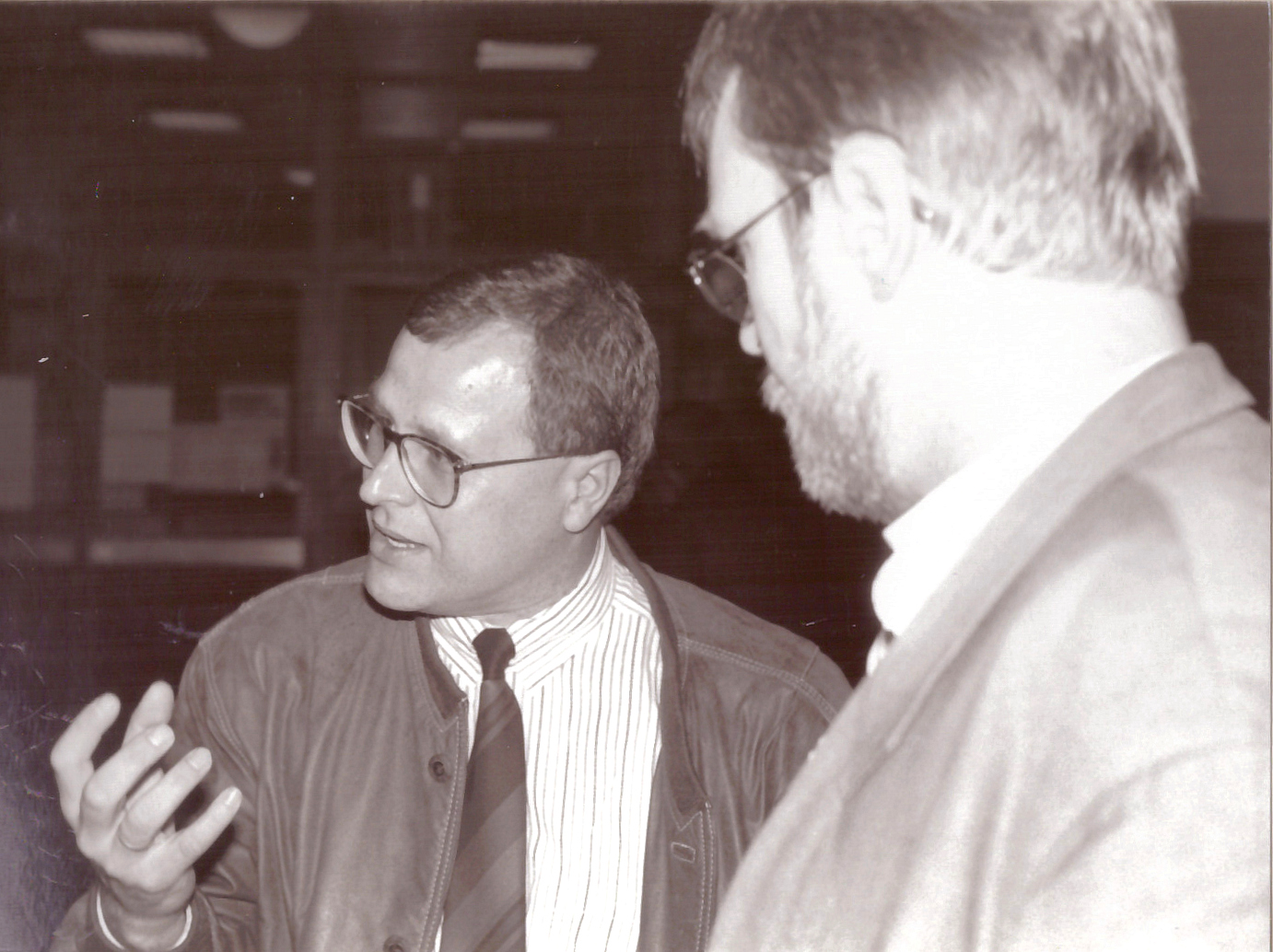
Peter A. Berger (r.) mit Hans-Peter Blossfeld auf dem Soziologentag 1990 in Frankfurt am Main.

Peter Anton Berger, in Publikationen überwiegend Peter A. Berger (* 8. März 1955 in Velden; † 14. September 2018), war ein deutscher Soziologe.

## Werdegang
Peter A. Berger leistete nach dem Abitur in Landshut (1974) Zivildienst beim Katholischen Männerfürsorgeverein in München. Ab 1975 studierte er Soziologie mit den Nebenfächern Psychologie und Philosophie an der Ludwig-Maximilians-Universität München. Nach dem Erwerb des Akademischen Grades Diplom-Soziologe (1981) wurde er wissenschaftlicher Mitarbeiter am Lehrstuhl von Ulrich Beck an der Otto-Friedrich-Universität Bamberg, wo er 1985 mit der Arbeit „Entstrukturierte Klassengesellschaft?“ promovierte. Bis 1993 war Berger weiterhin an der Universität Bamberg tätig. 1994 habilitierte er sich für das Fach Soziologie an der Ludwig-Maximilians-Universität München und übernahm anschließend (Sommersemester 1994) eine Vertretungsprofessur an der Universität Potsdam. Zum Wintersemester 1994/95 wechselte er auf eine Vertretungsprofessur an die Universität Rostock, wo er seit 1995 als ordentlicher Professor für Allgemeine Soziologie – Makrosoziologie lehrte. Von 1995 bis 2011 war Berger Sprecher der Sektion Soziale Ungleichheit und Sozialstrukturanalyse in der Deutschen Gesellschaft für Soziologie, seit 2007 war er Mitglied im Vorstand der Deutschen Gesellschaft für Soziologie.
Bergers Arbeitsschwerpunkte waren Sozialstrukturanalyse, Soziale Ungleichheit, Soziale Mobilität und Lebensläufe, Modernisierung, Soziologische Theorie.
Berger starb im Alter von 63 Jahren.

## Schriften (Auswahl)

### Als Autor
- Individualisierung. Statusunsicherheit und Erfahrungsvielfalt. Westdeutscher Verlag, Opladen 1996, ISBN 978-3-531-12790-3 (zugleich Habilitationsschrift, Universität Rostock 1995).
- Entstrukturierte Klassengesellschaft? Klassenbildung und Strukturen sozialer Ungleichheit im historischen Wandel. Westdeutscher Verlag, Opladen 1986, ISBN 978-3-531-11796-6 (zugleich Dissertationsschrift, Universität Bamberg, 1985).
- Herrschaftsform Stadt. Eine soziologische Rekonstruktion der Stadtgeschichte im Altertum.  Academic, München 1983, ISBN 978-3-89000-010-7.

### Als Herausgeber
- Mit Heike Kahlert: Institutionalisierte Ungleichheiten. Wie das Bildungswesen Chancen blockiert. 3. Auflage, Beltz Juventa, Weinheim/Basel 2013, ISBN 978-3-7799-1590-4.
- Mit Heike Solga und Justin J. W. Powell: Soziale Ungleichheit. Klassische Texte zur Sozialstrukturanalyse. Campus, Frankfurt am Main/New York 2009, ISBN 978-3-593-38847-2.
- Mit Dirk Konietzka: Die Erwerbsgesellschaft. Neue Ungleichheiten und Unsicherheiten. Leske und Budrich, Opladen 2001, ISBN 978-3-8100-2998-0.
- Mit Michael Vester: Alte Ungleichheiten, neue Spaltungen. Leske und Budrich, Opladen 1998, ISBN 978-3-8100-1937-0.
- Mit Peter Sopp: Sozialstruktur und Lebenslauf. Leske und Budrich, Opladen 1995, ISBN 978-3-8100-1262-3.
- Mit Stefan Hradil: Lebenslagen, Lebensläufe, Lebensstile. Schwartz, Göttingen 1990, ISBN 978-3-509-01542-3.